# ETR 200

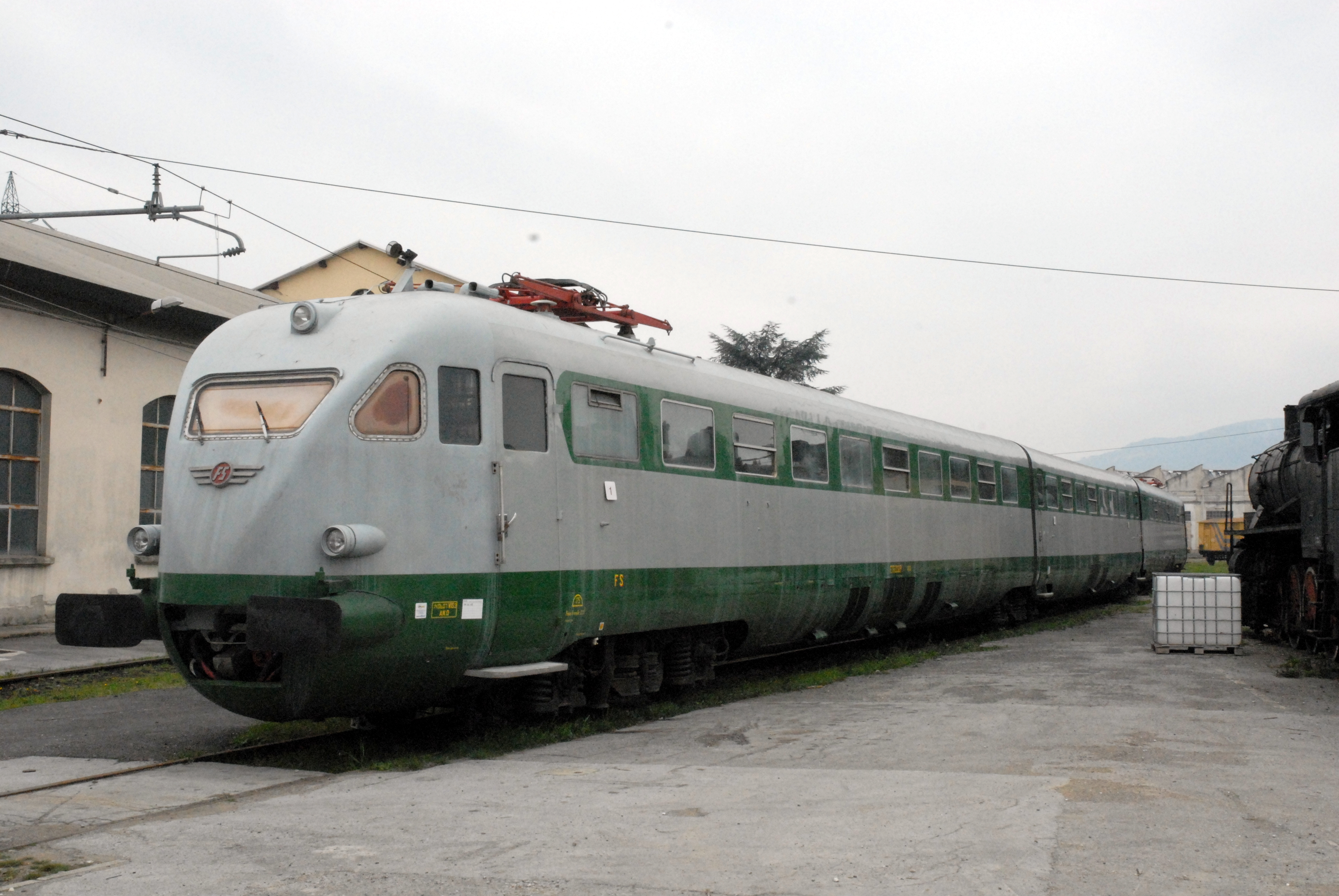
Het originele wereldrecordhoudende treinstel 212, nu tot historische trein gerestaureerd, is in de jaren 1960 hernummerd tot ETR 232

De ETR 200 (ElettroTreno 200) is een in 1936 geïntroduceerd Italiaans elektrisch treinstel.

## Geschiedenis
In de jaren dertig van de 20e eeuw elektrificeerden de Italiaanse staatsspoorwegen de belangrijke lijn Milaan-Bologna-Florence-Rome-Napels en hadden derhalve behoefte aan snelle treinen om op deze en andere nieuw te elektrificeren lijnen te gebruiken.
Het project werd in 1934 begonnen en maakte gebruik van nieuwe technieken op het gebied van metallurgie en aerodynamica. De nieuw ontwikkelde neus van de trein was gebaseerd op testresultaten uit de windtunnel van de technische universiteit van Turijn. Het eerste exemplaar werd in 1936 gebouwd door de Società Italiana Ernesto Breda en bestond uit drie rijtuigen op vier draaistellen, waarvan twee waren voorzien van één T 62-R-100 motor terwijl de andere met elk twee van deze motoren uitgerust waren.
De treinen waren ontworpen voor snelheden tot 175 km/u, maar de oorspronkelijke pantografen bleken problemen te hebben met snelheden boven de 130 km/u. De ETR 200 werd in 1937 voor het eerst in dienst genomen op de lijn Bologna-Napels. Zij werden beschouwd als de comfortabelste en snelste treinen van Europa en Benito Mussolini zond dan ook een exemplaar in naar de Wereldtentoonstelling van 1939 in New York.
De productie van de ETR 200 is door de Tweede Wereldoorlog opgeschort en verscheidene exemplaren werden door geallieerde bombardementen beschadigd. In het begin van de jaren 1960 werden de overgebleven zestien treinstellen omgebouwd tot ETR 220/230/240 door het toevoegen van een vierde rijtuig en andere wijzigingen, zoals toevoeging van een buitenspiegeltje waarmee de machinist de pantograaf in de gaten kon houden. Ze bleven in dienst tot het begin van de jaren 1980 en werden vervolgens tot de jaren 1990 ingezet als chartertreinen. Treinstel 232, het vroegere treinstel 212, is gerestaureerd tot historische trein en volledig operationeel. Een ander niet operationeel stel is in Ancona opgeslagen.

## Snelheidrecords
Op 6 december 1937 vestigde ETR 212 op het centrale deel van de lijn Rome-Napels (Campoleone-Cisterna) een nieuw snelheidsrecord van 201 km/u.
Op 20 juli 1939 vestigde de ETR 212, bestuurd door machinist meester Alessandro Cervelatti, een nieuw wereldrecord door met 203 km/u van Pontenure naar Piacenza te rijden op de lijn Milaan-Bologne. Volgens de overlevering bestuurde Mussolini de trein zelf, maar dat is niet het geval.